# Hittelkofer Bach
Der Hittelkofer Bach ist ein gut ein Kilometer langer Bach in Hittelkofen auf der Gemarkung Haisterkirch bei Bad Waldsee.

## Lage
Der Oberlauf des Hittelkofer Bachs entspringt im Waldgebiet Oberes Holz auf dem Haisterkircher Rücken. Der Bach gehört zum Gewässereinzugsgebiet der Osterhofer Ach und liegt östlich der Europäischen Hauptwasserscheide. Naturräumlich befindet sich sein Verlauf in der Riß-Aitrach-Platten (Nr. 41), die zur Großlandschaft Donau-Iller-Lech-Platte (Nr. 4) zählt. Die Mündung in die Osterhofer Ach liegt nur etwa 900 Meter entfernt von der Grenze zum Naturraum Oberschwäbisches Hügelland (Nr. 32), der zur Großlandschaft Voralpines Hügel- und Moorland (Nr. 3) gehört.

## Verlauf
Der Hittelkofer Bach entspringt wenige Meter westlich des Waldgebiets Stockerei. Von dort aus fließt er fast geradlinig hangabwärts in Richtung Hittelkofen. Am Waldrand oberhalb von Hittelkofen knickt er am ehemaligen Hochbehälter Hittelkofen in Richtung Haisterkirch ab und ändert nach etwa 90 Metern seine Richtung erneut hangabwärts nach Hittelkofen, wobei er entlang einer Baumreihe verläuft.
Am südlichen Ortsrand fließt er weiter hangabwärts, bis er die Kreuzung Zimmerplatzstraße/Kleineschleweg erreicht und ab hier verrohrt ist. Verrohrt setzt er seinen Lauf unterhalb des Kleineschlewegs fort, beschreibt dann einen kleinen Bogen um die Mutter-Anna-Kapelle, quert die Eggmannsriederstraße an der dortigen Bushaltestelle und durchfließt anschließend den Bereich zwischen der Häuserreihe nordwestlich der Eggmannsriederstraße. Im Bereich Lange Beund fließt er nun durch das Grünland, bevor er in die Osterhofer Ach mündet, die in diesem Abschnitt auch Haisterbach genannt wird.

## Biotope
Entlang des Hittelkofer Bachs erstrecken sich insgesamt fünf geschützte Biotope.
- Das Biotop Bachrinne in Kleintobel SO Hittelkofen ist ein 0,1317 Hektar großer, geschützter Abschnitt eines naturnahen Mittelgebirgsbachs südöstlich von Hittelkofen. Er fließt kerbförmig durch Fichtenwald, ist 0,5 bis 1 Meter breit mit sandig-kiesiger Sohle und wird von alten Eschen und zunehmend Fichten gesäumt. Die Vegetation ist gras- und farnreich, mit Roter Heckenkirsche in der Strauchschicht.[6]
- Das 0,0840 Hektar große Biotop Feldhecken Ö Hittelkofen besteht aus zwei geschützten Baumhecken, die von Südwesten nach Nordosten verlaufen und durch eine Lücke getrennt sind. Die westliche Hecke ist reich an Traubenkirsche in Baum- und Strauchschicht. In der östlichen Hecke wachsen Schwarzerlen im Baumgehölz, und die Krautschicht zeigt Nässeanzeiger wie Baldrian und Kälberkropf. Das Biotop ist als Feldhecke von lokaler Bedeutung eingestuft.[7]
- Das Biotop Natürlicher Bachabschnitt Ö Hittelkofen ist ein 0,065 Hektar großer, geschützter, naturnaher Bachabschnitt östlich von Hittelkofen. Der von Südosten nach Nordwesten verlaufende Bach wird beidseitig von dichten Gehölzreihen gesäumt, mit wenigen Lücken im Osten. Stellenweise mäandriert er, überwiegend verläuft er jedoch geradlinig. Im Süden ist der Bach stark eingeschnitten mit steilen Ufern, während nach Norden flachere Uferbereiche vorherrschen. Der Gehölzsaum besteht hauptsächlich aus Sträuchern mit einzelnen Schwarzerlen und Weiden als Überhälter. In der Krautschicht dominieren Bärlauch und Giersch. Das Biotop wird als Gebiet von lokaler Bedeutung eingestuft und umfasst zwei Biotoptypen: einen kleinen naturnahen Flachlandbachabschnitt von 0,0052 Hektar (8 % der Gesamtfläche) sowie einen überwiegenden gewässerbegleitenden Auwaldstreifen von 0,0598 Hektar (92 % der Gesamtfläche).[8]
- Das 0,0650 Hektar große Biotop Natürlicher Bachabschnitt Ö Hittelkofen schützt einen naturnahen, von Südosten nach Nordwesten verlaufenden Bachlauf des Hittelkofer Bach mit beidseitigen, überwiegend dichten Gehölzreihen. Der Bach mäandriert abschnittsweise und weist unterschiedliche Uferformen auf (steil im Süden, flach im Norden). Der Gehölzsaum besteht vor allem aus Sträuchern sowie einzelnen Erlen und Weiden. Die Krautschicht wird von Bärlauch und Giersch dominiert. Das Biotop von lokaler Bedeutung umfasst einen kleinen naturnahen Flachlandbachabschnitt (0,0052 ha) und einen größeren gewässerbegleitenden Auwaldstreifen (0,0598 ha).[9]
- Das 0,0580 Hektar große Biotop Hecke bei Hittelkofen schützt eine geschlossene Hecke am südöstlichen Ortsrand von Hittelkofen. Im südlichen Drittel wird die Hecke von einem stark abfallenden Hittelkofer Bach durchflossen und weist dort einen hohen Anteil an Weiden mit galeriewaldartigem Charakter auf. Im übrigen Bereich dominiert Hasel. Die Krautschicht ist reich an Laubwaldarten wie Bärlauch und Einbeere, bachnah kommen Nässezeiger wie Berg-Kälberkropf und Mädesüß hinzu.[10]